# Болотцева, Ирина Петровна
Ирина Петровна Болотцева (26 октября 1944, Ленинград — 20 марта 1995, Ярославль) — российский искусствовед, педагог, музейный работник, общественный деятель. Специалист по искусству и культуре Ярославля, известный исследователь ярославской иконописи. Кандидат искусствоведения (1984).
Зав. отделом Ярославского художественного музея, преподаватель Ярославского государственного университета (1973—1986, с перерывами).

## Биография
Родилась 26 октября 1944 года в Ленинграде в семье военнослужащих. В 1949 году семья переехала в Ярославль. Окончив в 1964 году ярославскую школу № 43 (имени А. С. Пушкина), Ирина Болотцева уже в 1965 поступила в Ленинградский институт живописи, скульптуры и архитектуры имени И. Е. Репина при Академии художеств СССР и окончила его в 1971 по специальности «История и теория изобразительного искусства». Диплом Болотцевой был посвящён творчеству иконописца XVII века Фёдора Зубова.

## Память
Начиная с 1996 года в Ярославском художественном музее, в Митрополичьих палатах проводятся ежегодные «Болотцевские чтения» — научные конференции по проблемам изучения древнерусского искусства, посвящённые памяти исследователя ярославской иконописи Ирины Петровны Болотцевой. По их материалам выходит ежегодное научное печатное издание — «Сборник научных чтений».
На XVI научных чтениях памяти И. П. Болотцевой, проходивших 18-19 марта 2011 года, были представлены доклады исследователей из Москвы, Санкт-Петербурга, Ярославля, Ростова, Брянска, Вятки, Калуги, Костромы, Твери, Тулы, Углича.
Исследования И. П. Болотцевой нашли продолжение в работах сотрудников её Отдела В.В. Горшковой, О.Б. Кузнецовой, А.В. Федорчука, Е.Ю. Макаровой.

## Основные научные публикации
- «Сказание о Мамаевом побоище» на иконе «Сергий Радонежский с житием» XVII века // Куликовская битва в литературе и искусстве: Исследования и материалы по древнерусской литературе / Ред. колл.: О. А. Державина, А. С. Елеонская, А. Н. Робинсон (отв. ред.); Институт мировой литературы им. А. М. Горького АН СССР. — М.: Наука, 1980. — С. 120-128. — 288, [16] с. — 10 000 экз. (в пер., суперобл.)
- Ярославская иконопись XIII-XVIII веков (Каталог выставки). — Ярославль, 1981.
- Ярославский художественный музей: Путеводитель. — Ярославль, 1982 (1-е изд.); 1987 (2-е изд.) (в соавторстве).
- Ярославский художественный музей: Путеводитель / Сост.: И. П. Болотцева и др. — Ярославль: Верхне-Волжское книжное издательство, 1982. (обл.)
- Ярославский художественный музей: Альбом / Составители: Ирина Болотцева, Ирина Фёдорова, Людмила Битколова. — М.: Изобразительное искусство, 1983. — 208 с. — (Художественные музеи СССР). — 35 000 экз. (в пер.)
- Ярославский художественный музей: Путеводитель / Сост.: И. П. Болотцева и др. — Изд. 2-е. — Ярославль: Верхне-Волжское книжное издательство, 1987. — 128 с. — 25 000 экз. (обл.)
- Болотцева И. П. Ярославская иконопись второй половины XVI-XVII веков (альбом): Диссертация … кандидат искусствоведения. — Л., 1984. 188 с.
- Новое в творчестве живописца XVII века Фёдора Евтихиева Зубова // Государственный музей Московского Кремля. Произведения русского и зарубежного искусства XVI - начала XVII века: Материалы и исследования. — М.: Искусство, 1984. — С. 117-132.
- Иосиф Владимиров и иконопись Ярославля середины XVII века // Памятники архитектуры и искусства Ярославской области. — Ярославль, Верхне-Волжское книжное издательство, 1987. — С. 74-95.
- Иконопись // 1000-летие русской художественной культуры. Каталог выставки. — М., 1988. — С. 323-331.
- Духовные богатства — народу (Размышления о возможности придания статуса «города-музея» Ярославлю) // Перестройка и культура: цифры, факты, проблемы (информационно-справочный материал для участников IV пленума Ярославского обкома КПСС). — Ярославль, 1989. — С. 41-42.
- Болотцева И. П. Статьи и исследования / И. П. Болотцева; Составление В.В. Горшковой, О.Б. Кузнецовой. — Ярославль: Фонд гражданских инициатив «Содействие», 1996. — 76 с.
- Болотцева И. П. Спасение древностей Ярославля в 1920-х годах / И. П. Болотцева // Материальная база сферы культуры: Из истории отечественной реставрации монументальной живописи 1920—1960-х годов: Научн. информ. сборник: Вып. 2 / Сост. К. И. Маслов, Г. Б. Латария. — М.: Росс. госуд. б-ка, 2003. — С. 65—83.
- Болотцева И. П. Ярославская иконопись второй половины XVI—XVII веков / И. П. Болотцева; Ярославский Художественный музей; Ред., предисл., коммент. О.Б. Кузнецова. — Ярославль: Изд-во Александра Рутмана, 2004. — 176 с.